# ملکه هفت روزه
ملکهٔ هفت روزه (به انگلیسی: Queen for Seven Days) یک مجموعهٔ تلویزیونی کره جنوبی سال ۲۰۱۷ است که پارک مین یونگ، یون وو جین و لی دانگ گان در آن به ایفای نقش پرداخته‌اند. این سریال از ۳۱ مه تا ۳ اوت ۲۰۱۷، روزهای چهارشنبه و پنجشنبه ساعت ۲۲:۰۰ (کی‌اس‌تی) برای ۲۰ قسمت از کی‌بی‌اس۲ پخش شد.

## خلاصهٔ داستان
این مجموعه براساس یک افسانهٔ غم‌انگیز در سلسله چوسان ساخته شده‌است. داستان از زمان سلطنت یون‌سانگون دهمین پادشاه چوسان شروع می‌شود. پادشاه یون‌سانگون و برادرش شاهزاده یی یوک با هم اختلاف زیادی دارند. یون‌سانگون دنبال راهی برای کشتن برادرش است زیرا پدرش هنگام مرگ به او می‌گوید که زمانی که یی یوک بزرگ شد از مقامش به نفع او کناره‌گیری کند. مادر پادشاه یون‌سانگون ملکهٔ خلع‌شده یون بود که به خاطر حسادت به بانوان قصر از مقامش عزل و سپس کشته شد. پادشاه به مادر یی یوک ملکه جونگ‌هیون بیشتر از مادر یون‌سانگون توجه داشت و به خاطر همین یون‌سانگون از برادرش تنفر دارد در این میان شین چه-کیونگ که دختر نخست‌وزیر شین سو-گیون است وارد ماجرا می‌شود چه-کیونگ دختری زیبا و ساده است که به دنبال عشق و محبت واقعی است پادشاه و برادرش یی یوک هر دو طی اتفاقاتی عاشق چه-کیونگ می‌شوند ولی چه-کیونگ عاشق شاهزاده یی یوک است و همین مسئله درگیری بین دو برادر را بیشتر می‌سازد و…

## بازیگران

### شخصیت‌های اصلی
- پارک مین یونگ درنقش شین چه-کیونگ که بعدها به عنوان ملکه دان‌گیونگ شناخته شد.
  - پارک شی اون درنقش جوانی شین چه-کیونگ
- یون وو جین درنقش یی یوک، شاهزادهٔ‌ بزرگ جین‌سونگ/ناک چون، بعدها پادشاه چونگ‌جونگ
  - بک سونگ هوان درنقش جوانی یی یوک
  - چوی جونگ هو درنقش کودکی یی یوک
- لی دانگ گان درنقش ولیعهد یی یونگ، پادشاه یون‌سانگون
  - آن دو گیو درنقش جوانی ولیعهد یی یونگ
  - لی سونگ وو درنقش کودکی ولیعهد یی یونگ

### شخصیت‌های فرعی
خانواده سلطنتی
- دو جی وون درنقش ملکه‌مادر جاسون، مادر یی یوک
- سونگ جی این درنقش ملکه شین، همسر یی یونگ و عمه‌ی چه-کیونگ
- سون یون سو در نقش جانگ نوک-سو، همسر سلطنتی سوک-یونگ از قبیله هیونگ‌دوک جانگ، مورد علاقه ترین صیغه‌ی یی یونگ و همچنین مورد اعتماد او.

 وزیران 
- جانگ هیون سونگ درنقش شین سو-گیون، برادر بزرگتر ملکه شین و پدر چه-کیونگ
- کانگ شیل ایل درنقش ایم سا-هونگ، معتمد نزدیک یی یونگ
- پارک وون سانگ درنقش پارک وون-جونگ،  دایی میونگ-هه
- یو هیونگ کوان درنقش یو سون-جونگ
- یو سونگ بونگ درنقش یو جا-کوانگ
- لی هوا ریونگ درنقش سونگ هی-آن

 دیگر بازیگران 
- کانگ کی یونگ درنقش جو کوانگ-اوه، دوست یی یوک
  - جونگ یو آن درنقش جوانی جو کوانگ-اوه
- کیم مین هو درنقش باک سوک-هی، دوست یی یوک
  - جو بیونگ کیو درنقش جوانی باک سوک-هی
- هوانگ چان سونگ درنقش سو-نو، محافظ شخصی و دوست یی یوک
  - چوی مین یانگ درنقش جوانی سو-نو
- گو بو گیول درنقش یون میونگ-هه، خواهرزاده پارک وون-جونگ و بعدها به عنوان ملکه جانگ‌گیونگ شناخته شد.
  - پارک سو یون درنقش جوانی یون میونگ-هه
- کیم جونگ یونگ درنقش بانو کوون، همسر شین سو-گیون و مادر چه-کیونگ
- یوم هی ران درنقش پرستار چه-کیونگ
- یو مین کیو درنقش کی ریونگ، محافظ شخصی یی یونگ
- چوی سونگ کیونگ درنقش خواجه کیم
- پارک یونگ جین درنقش خواجه سونگ
- کیم کی چون درنقش ماک-گی، پدر سو-نو. یک کارمند سابق در زمان مرگ پادشاه سونگ‌جونگ
- یون این جو درنقش بانو چوی، ندیمه ملکه‌مادر

 سایر بازیگران 
- کیم جونگ هاک درنقش پادشاه سونگ‌جونگ، پادشاه قبلی (فلش‌بک)
- وو هی جین درنقش ملکهٔ خلع‌شده یون، مادر یون‌سانگون (فلش‌بک)
- لی جه وو درنقش یک فرمانده سلطنتی
- جین هیون کوانگ درنقش دروازه‌بان
- پارک جه کیون درنقش یک محافظ جنگ‌جو
- یون جونگ وون درنقش دائه میونگ
- هیو سونگ ته درنقش یک شمن
- کیم یونگ سون
- سونگ کیونگ هوا
- ایم جونگ اوک
- جون سونگ ایل
- چوی هی دو

## تولید
در مارس ۲۰۱۷، اعلام شد که پارک مین یونگ با کارگردان لی جونگ-ساب در سریال ملکه هفت روزه دوباره همکاری خواهد کرد. آنها قبلاً در افتخار جین (۲۰۱۱) و هیلر (۲۰۱۴–۲۰۱۵) با هم کار کرده بودند.
این اولین تولید Monster Union، شرکت محتوای مستقلی است که توسط کی‌بی‌اس در ژوئیهٔ ۲۰۱۶ راه اندازی شد.
اولین فیلمنامه خوانی این درام در ۷ آوریل ۲۰۱۷ در یئوویدو، شهر سئول انجام شد.

## جوایز و نامزدی‌ها
| سال  | جایزه                         | دسته‌بندی                               | گیرنده        | نتیجه    |
| ---- | ----------------------------- | -------------------------------------- | ------------- | -------- |
| ۲۰۱۷ | سی و یکمین جوایز دراما کی‌بی‌اس | جایزه برتر، بهترین بازیگر نقش اول درام | لی دانگ گان   | برنده    |
| ۲۰۱۷ | سی و یکمین جوایز دراما کی‌بی‌اس | جایزه برتر، بهترین بازیگر زن درام      | پارک مین یونگ | نامزدشده |
| ۲۰۱۷ | سی و یکمین جوایز دراما کی‌بی‌اس | بهترین بازیگر جوان مرد                 | بک سونگ-هوان  | نامزدشده |
| ۲۰۱۷ | سی و یکمین جوایز دراما کی‌بی‌اس | بهترین بازیگر جوان زن                  | پارک شی-اون   | نامزدشده |